# Naissance en 1347
Naissance
- 1343
- 1344
- 1345
- 1346
- 1347
- 1348
- 1349
- 1350
- 1351

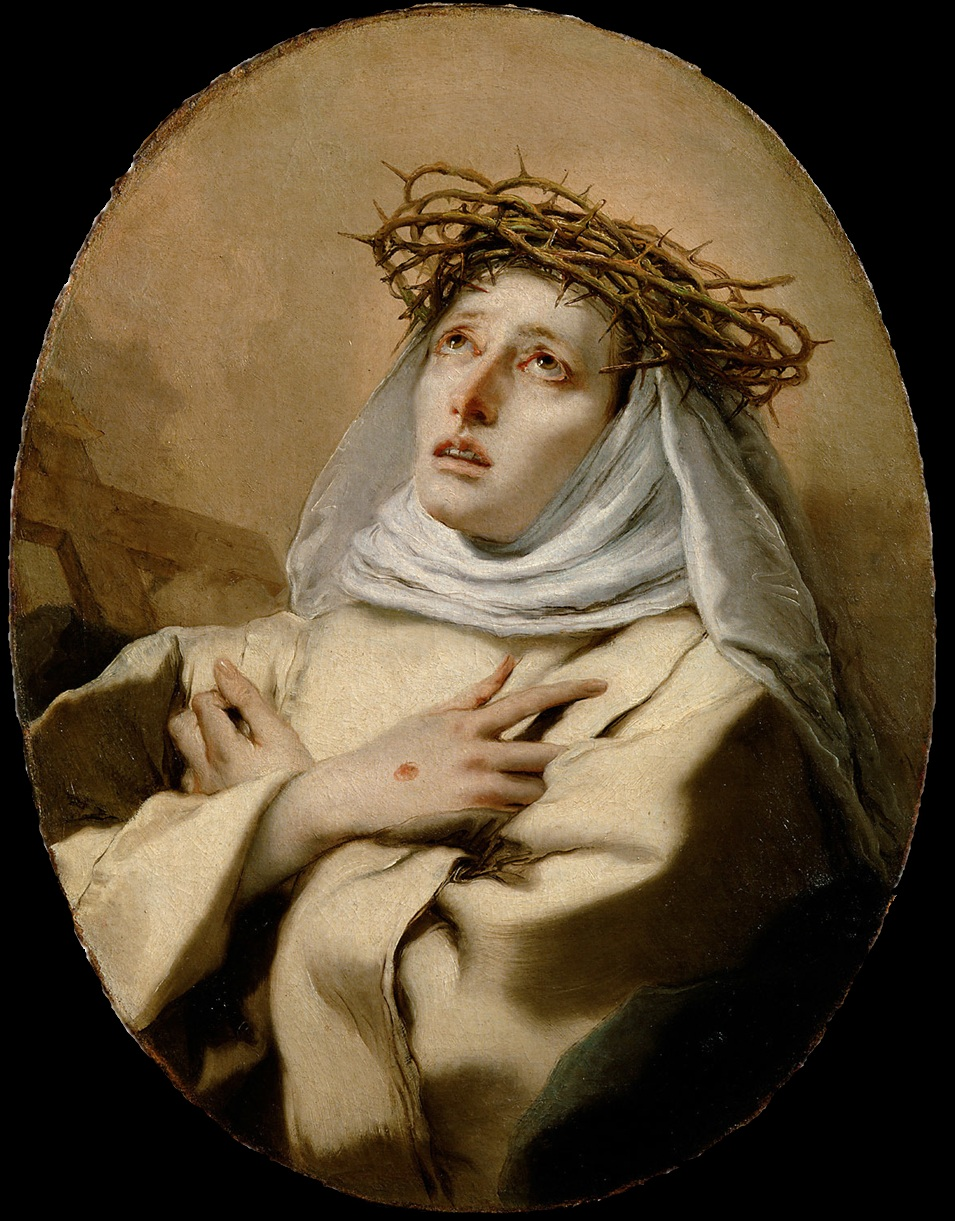
Catherine de Sienne, née en 1347.

Cette page dresse une liste de personnalités nées au cours de l'année 1347  :
- 6 février : Dorothée de Montau, sainte catholique,  patronne de la Prusse et de l'Ordre Teutonique.
- 25 mars : Catherine de Sienne, tertiaire dominicaine mystique, qui a exercé une grande influence sur l'Église catholique, sainte et docteur de l'Église.
- 27 mars : Robert Ier de Legnica, duc de Legnica et également régent de la moitié du duché Głogów-Żagań.
- 31 mars : Frédéric III d'Autriche, noble autrichien.
- 28 juillet : Marguerite de Durazzo, reine consort de Naples, de Hongrie et de Croatie, princesse d'Achaïe.
- 29 août : Jean de Hastings, 2e comte de Pembroke, chevalier de l'ordre de la Jarretière.

- Robert VI de Beu, 6e seigneur du nom de la branche cadette des seigneurs de Beu.
- Hardouin de Bueil, évêque d'Angers.
- Élisabeth de Poméranie, impératrice du Saint-Empire, reine de Germanie et de Bohême.
- Richardis de Schwerin, reine consort de Suède et de Finlande.

## Crédit d'auteurs
- Cet article est partiellement ou en totalité issu de l'article intitulé « 1347 » (voir la liste des auteurs).